# Эбралидзе, Марико
Марико Эбралидзе (груз. მარიკო ებრალიძე; род. в 1984 году, Тбилиси, Грузинская ССР, СССР) — грузинская певица, которая совместно с группой «The Shin», представляла Грузию на конкурсе песни «Евровидение 2014», с песней «Three Minutes to Earth».